# Prosper Blanchemain
Jean-Baptiste Prosper Blanchemain, född den 16 juli 1816 i Rouen, död den 25 december 1879 i Longefont (departementet Indre), var en fransk skald. 
Blanchemain utgav bland annat Poëmes et poésies (1845), Foi, espérance et charité (1853) och Poésies complètes (1858). Han var även verksam som litteraturkritiker och utgivare, exempelvis av Œuvres complètes av Mellin de Saint-Gelais (3 band, 1873).